# Дендрологический парк ВГЛТУ
Дендрологический парк ВГЛТУ — ландшафтный памятник природы регионального значения, расположился рядом с главным корпусом Воронежского государственного лесотехнического университета на территории Центрального района города Воронежа. Природная ценность памятника заключается в разнообразии растительных форм. 

## История создания
Дендрарий, общей площадью – 4,2 гектара, расположился перед фасадом главного корпуса Воронежского государственного лесотехнического университета по улице Тимирязева. Парк был заложен в учебных и научных целях в 1951 - 1952 годах сотрудниками и студентами Лесного института. Планировка была произведена обычным методом: провели разделения прямыми аллеями на отдельные участки. Необходимый семенной фонд направлялся сюда со всех уголков Советского Союза. Изначально были высажены 150 различных видов деревьев и кустарников.
Ландшафтный памятник природы «Дендрологический парк ВГЛТУ» общей площадью 4,2 га был выделен в соответствии с постановлением администрации Воронежской области от 28 мая 1998 № 500 «О памятниках природы на территории Воронежской области».
На основании Постановления правительства Воронежской области от 02.07.2015 № 867 "Об утверждении границ и режимов особой охраны территорий отдельных памятников природы областного значения" были утверждены и обозначены границы природного парка.

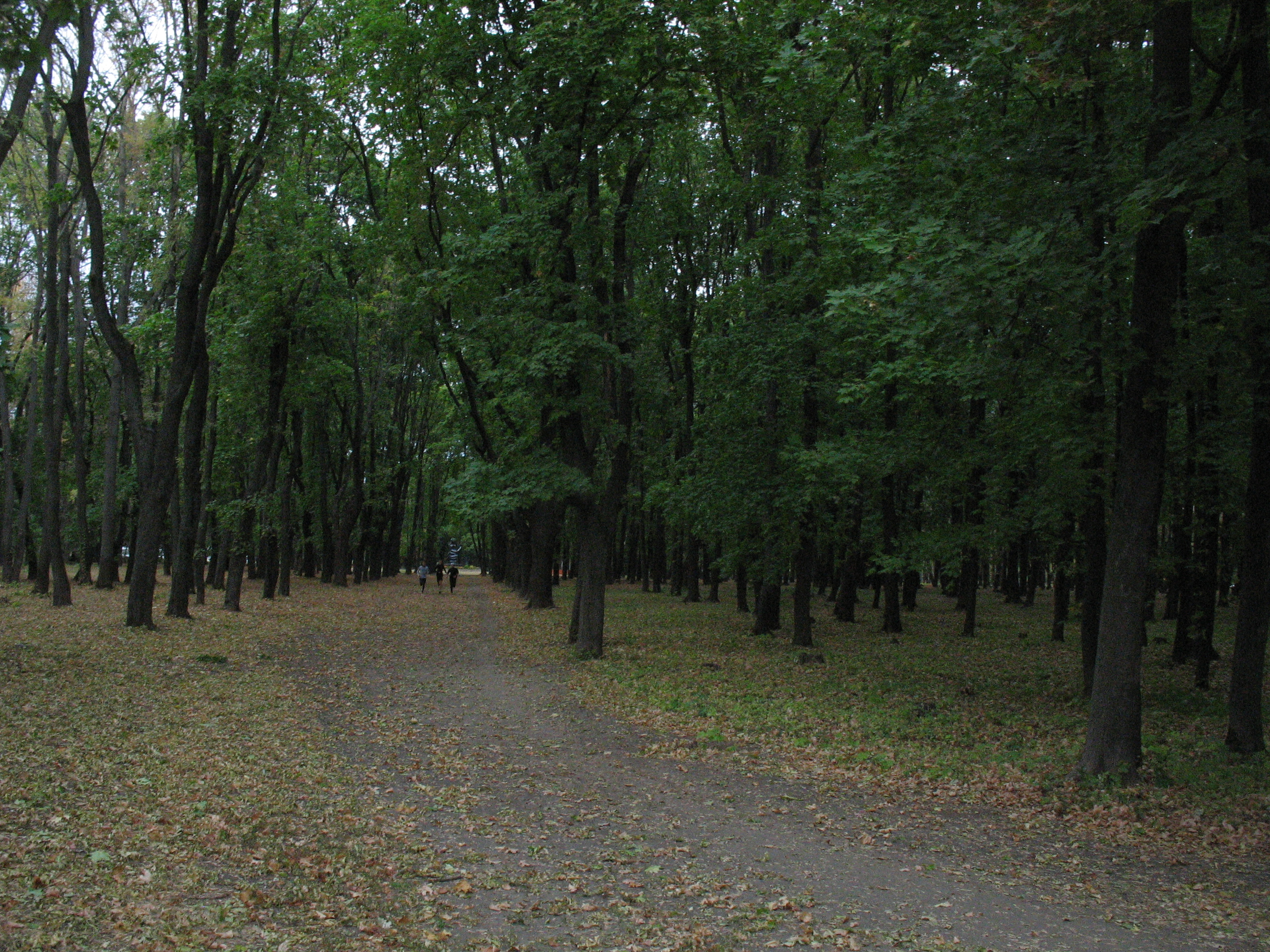
Деревья парка

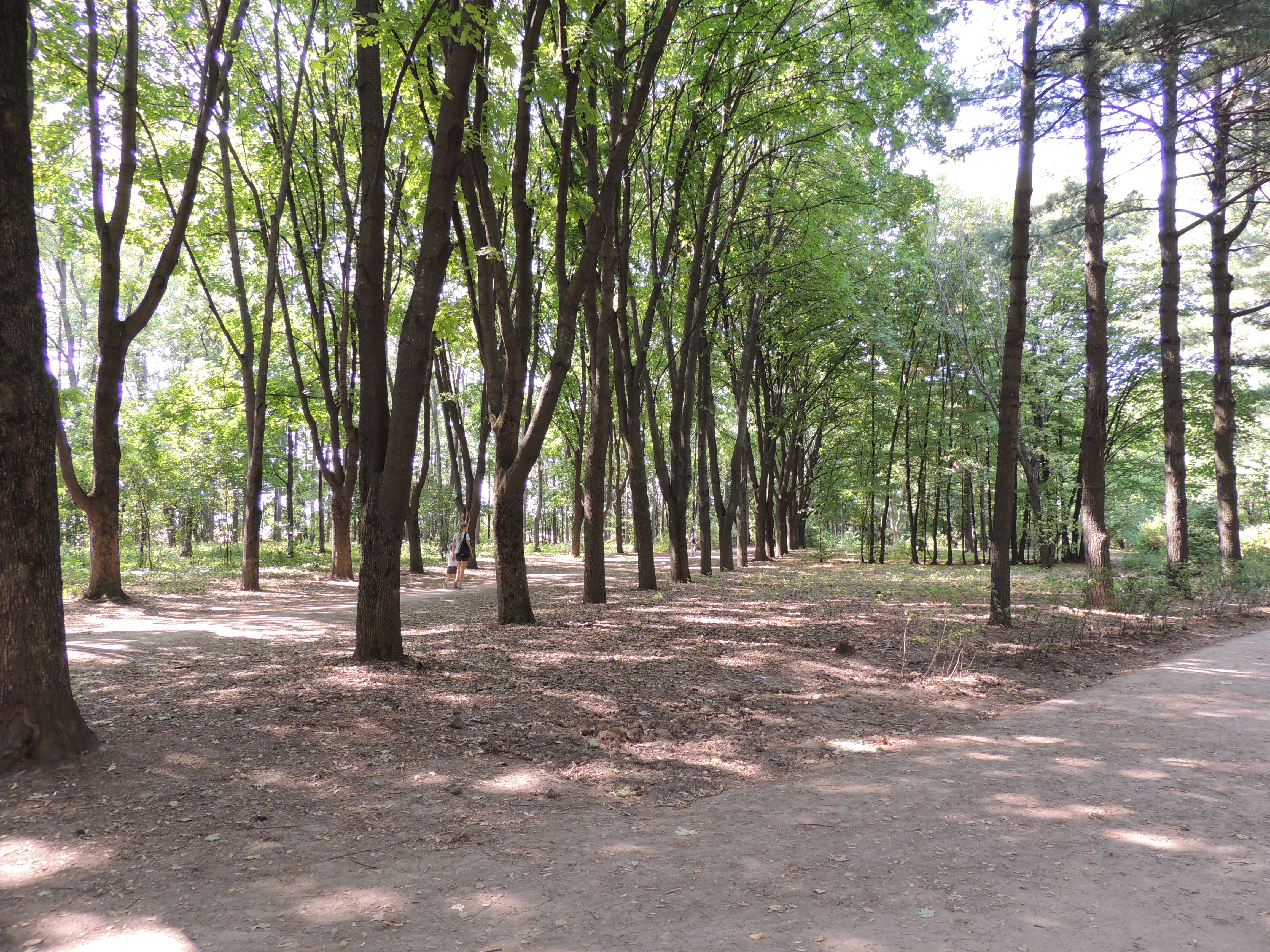
В парке

## Особенности парка
В настоящее время, на территории дендрария насчитывается более 200 видов различных растений, которые были и привезены из других территорий и высажены в этой местности. С 21 января 1969 года Воронежский дендрологический парк объявлен охраняемой зоной - заказником. 
Сегодня на опытном участке можно насчитать около 300 видов флоры, возраст которых от 5 до 50   лет. Её разнообразие и грамотный подбор растений определяют Дендрарий как одно из красивейших мест города Воронежа. Различные виды растений помогают студентам ВГЛТУ имени Г.Ф. Морозова наглядно изучать лесотехническую науку. 
Среди представителей флоры имеются интересные и уникальные виды: реликтовые, способные достигать высоты более 120 метров, полностью ядовитые и многие другие. У каждого растения установлены таблички с информацией. В дендропарке можно встретить белок и различных представителей птиц: дятел, сойка, синицы разных видов, вороны, грачи.
Этот парк любят посещать молодожёны для проведения фотосессий. Подобные мероприятия иногда нарушают экологическую целостность природной зоны, так как на земле кое-где остаются лежать пластиковая посуда, конфетти и остатки еды опасные для птиц, насекомых и мелких животных.

## Охрана
Задачей выделения памятника природы является сохранение биологических сообществ, а также создание условий для организованного туризма и рекреации.
Охрану памятника осуществляет департамент природных ресурсов и экологии Воронежской области.

## Документы
Постановление администрации Воронежской области от 28.05.1998 г. № 500 г. Воронеж. «О памятниках природы на территории Воронежской области". Дата обращения: 5 декабря 2020. Архивировано 16 января 2021 года.